# 李由
李由（—前208年），秦朝将军。丞相李斯的长子，尚秦公主，被任命为三川郡郡守，驻守洛阳，秦末民變時陣亡。

## 生平
李由任官回京，李斯家宴，宾客云集。李斯叹道：“嗟乎！吾闻之荀卿曰‘物禁大盛’。夫斯乃上蔡布衣，闾巷之黔首，上不知其驽下，遂擢至此。当今人臣之位无居臣上者，可谓富贵极矣。物极则衰，吾未知所税驾也！”
陈胜、吴广發動大澤起義，吴广率军围攻荥阳，李由为三川守，守荥阳，吴广无法攻克。李由镇压陈吴不能获胜。赵高向秦二世进谗言，说李斯、李由父子是楚国人，与陈胜、吴广是同乡，互相勾结，想篡夺秦朝天下。後來秦二世将李斯腰斩并夷灭其族党，李斯死時，李由已经在雍丘，被項梁命项羽、劉邦等攻擊，死於劉邦部下猛將曹參之手。